# Dance de Bakōn!
Singles de Cute
Campus Life ~Umarete Kite Yokatta~
(2010) Akuma de Cute na Seishun Graffiti
(2010)
Dance de Bakōn! (Danceでバコーン!) ("Danse Énergique !") est le 13e single "major" et 18e single au total du groupe de J-pop Cute, sorti le 25 août 2010 au Japon sur le label zetima, écrit et produit par Tsunku. Il atteint la 8e place du classement de l'oricon. Sortent aussi deux éditions limitées (A et B) du single avec chacune un DVD bonus différent, et une version "Single V" (vidéo). La chanson-titre figurera d'abord sur la compilation de fin d'année du Hello! Project Petit Best 11, puis sur le sixième album du groupe, Chō Wonderful 6 qui sortira en 2011.

## Membres
- Maimi Yajima
- Saki Nakajima
- Airi Suzuki
- Chisato Okai
- Mai Hagiwara

## Titres
Single CD
1. Dance de Bakōn! (Danceでバコーン!?)
2. Kore Ijō Kirawaretakunai no (これ以上 嫌われたくないの?)
3. Dance de Bakōn! (Danceでバコーン!?) (instrumental)

Single V (DVD)
1. Dance de Bakōn! (Danceでバコーン!?)
2. Dance de Bakōn! (Danceでバコーン!?) (2S & 3S Mix Ver.)
3. Making of (メイキング映像?)

DVD de l'édition limitée "A"
1. Dance de Bakōn! (Danceでバコーン!?) (Dance Shot Ver.)

DVD de l'édition limitée "B"
1. Dance de Bakōn! (Danceでバコーン!?) (Close-up Ver.)

DVD de l'édition "Event V"
1. Dance de Bakōn! (Yajima Maimi Solo Ver.) (Danceでバコーン！(矢島舞美 Solo Ver.))
2. Dance de Bakōn! (Nakajima Saki Solo Ver.) (Danceでバコーン！(中島早貴 Solo Ver.))
3. Dance de Bakōn! (Suzuki Airi Solo Ver.) (Danceでバコーン！(鈴木愛理 Solo Ver.))
4. Dance de Bakōn! (Okai Chisato Solo Ver.) (Danceでバコーン！(岡井千聖 Solo Ver.))
5. Dance de Bakōn! (Hagiwara Mai Solo Ver.) (Danceでバコーン！(萩原　舞 Solo Ver.))